# NGC 7819
NGC 7819 је спирална галаксија у сазвежђу Пегаз која се налази на NGC листи објеката дубоког неба.
Деклинација објекта је + 31° 28' 21" а ректасцензија 0h 4m 24,5s. Привидна величина (магнитуда) објекта NGC 7819 износи 13,4 а фотографска магнитуда 14,2. NGC 7819 је још познат и под ознакама UGC 26, MCG 5-1-29, CGCG 498-72, IRAS 00018+3111, KUG 0001+311, NPM1G +31.0003, CGCG 499-4, PGC 303.